# Christian Gottfried Krause

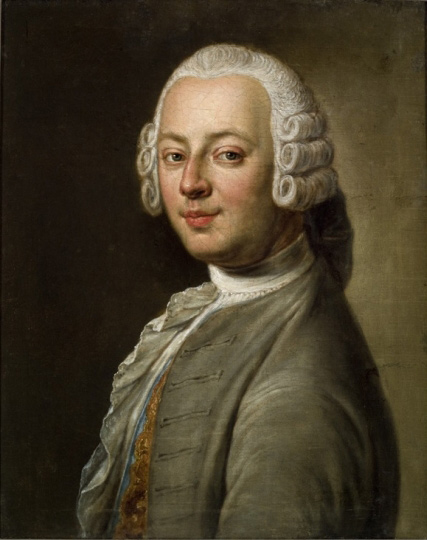
Christian Gottfried Krause, Gemälde von Gottfried Hempel, 1752, Gleimhaus Halberstadt

Christian Gottfried Krause (getauft 17. April 1719 in Winzig, Herzogtum Wohlau; † 4. Mai 1770 in Berlin) war ein deutscher Jurist, Komponist und Musikschriftsteller.

## Leben
Krause wurde in einer musikalischen Familie geboren. Sein Vater war Stadtpfeifer und Christian Gottfried lernte von ihm Flöte, Violine, Klavier und Pauke zu spielen. Krause studierte Rechtswissenschaft an der Brandenburgischen Universität Frankfurt in Frankfurt an der Oder, wo er u. a. Vorlesungen von Alexander Gottlieb Baumgarten hörte. Baumgartens Konzeption der Ästhetik übte großen Einfluss auf Krause aus. 1746 ging er nach Berlin.
Seine Schrift Von der musikalischen Poesie (1753) markierte den Anfang der Ersten Berliner Liederschule.

## Musikalische Werke
- Gelobet sey der Herr (Kantate) 1758
- Der Tod Jesu (Kantate, Text von Karl Wilhelm Ramler) 1758
- Oden mit Melodien 1761
- Der lustige Schulmeister (Singspiel, Text von Friedrich Nicolai) 1766
- Lieder der deutschen mit Melodien in vier Bänden 1767-8

Darüber hinaus komponierte er Kammermusik, Klavierwerke und Sinfonien, die zum Teil erhalten sind. Hinweise auf verschollene Werke finden sich in Katalogen des 18. Jahrhunderts.

## Literarische Werke
- Lettre à Mr. le Marquis de B. sur la difference de la Musique Italienne et la musique Francaise 1748
- Von der musikalischen Poesie 1752